# مین‌جمع‌کن مایکروسافت
مین‌جمع‌کن مایکروسافت (به‌انگلیسی: Minesweeper، و همچنین با نام Flower Field نیز شناخته می‌شد) یک بازی ویدئویی است که توسط کرت جانسون، در اصل برای سیستم عامل آی‌بی‌ام اواس/۲ ایجاد شده‌بود که توسط رابرت دانر (هر دو کارمند مایکروسافت)، برای مایکروسافت ویندوز تهیه شد. اولین‌بار به طور رسمی به عنوان بخشی از بسته سرگرمی مایکروسافت ۱ در سال ۱۹۹۰ منتشر شد؛ سپس در نصب استاندارد ویندوز ۳٫۱ در سال ۱۹۹۲ گنجانده و جایگزین رورسی از ویندوز ۳٫۰ شد. مین‌جمع‌کن مایکروسافت بدون تغییرات عمده در تمامی نسخه‌های بعدی ویندوز تا ویندوز ویستا گنجانده شد و سپس نسخه به‌روزشده‌اش توسط اوبرون مدیا جایگزین آن شد. در ویندوز ۸ و نسخه‌های جدیدتر، بازی با ویندوز همراه نیست، اما مایکروسافت استودیو نسخه به‌روزشده آن را که توسط آرکادیوم درست شده، در فروشگاه مایکروسافت منتشر کرده‌است.